# برف مرده ۲
برف مرده ۲ (به نروژی: Død snø ۲) یک فیلم کمدی ترسناک محصول سال ۲۰۱۴ به کارگردانی تومی ویرکولا است. این فیلم دنباله ای بر فیلم برف مرده (۲۰۰۹) می‌باشد. این فیلم در ۱۲ فوریه در نروژ و در ۱۰ اکتبر ۲۰۱۴ در ایالات متحده اکران شد. وگار هول نقش خود را از اولین فیلم به عنوان مارتین، تنها بازمانده حمله زامبی‌های نازی به رهبری هرتزوگ شرور تکرار می‌کند. فیلمبرداری در ایسلند انجام شد.

## داستان
زامبی‌های نازی برگشتنه‌اند تا ماموریتشان را تمام کنند ولی قهرمان ما قصد مردن ندارد، او در حال آمده کردن ارتش خود برای یک مبارزه نهایی است.